# Väike-Ahli
Väike-Ahli – wieś w Estonii, w prowincji Lääne, w gminie Ridala.